# Psidium glaziovianum
Psidium glaziovianum là một loài thực vật có hoa trong Họ Đào kim nương. Loài này được Kiaersk. miêu tả khoa học đầu tiên năm 1893.